# Howard Carter
Howard Carter (Londres, 9 de maio de 1874 – Londres, 2 de março de 1939) foi um arqueólogo e egiptólogo britânico que ficou conhecido por ter descoberto a tumba do faraó Tutancâmon no Vale dos Reis, datada do século XIV a.C..

## Biografia
Howard Carter nasceu em Londres, Inglaterra, filho de Samuel John Carter, um artista que treinou e desenvolveu os talentos artísticos do filho, e de sua mulher Martha Joyce Sands.
Em 1891, aos 17 anos, foi convidado pelo Fundo de Exploração Egípcia para se tornar assistente de Percy Newberry na escavação e nos registos arqueológicos dos túmulos do Império Médio, encontrados em Beni Haçane. Embora ainda jovem, foi inovador nos métodos de transcrição das decorações dos túmulos. Em 1892, Howard Carter trabalhou sob a tutela de Flinders Petrie, um dos mais importantes arqueólogos britânicos, por uma época em Amarna, a capital fundada pelo faraó Aquenáton. Entre 1894 e 1899 juntou-se à equipa de Édouard Naville em Deir Elbari, onde era responsável por registar os relevos de parede do templo de Hatexepsute.
Em 1899, Carter tornou-se no primeiro inspector-chefe do Serviço das Antiguidades Egípcias, fundado por Auguste Mariette em 1858. Durante este período, supervisionou várias escavações em Tebas Antiga (também conhecida por Luxor), quando foi transferido em 1904 para a Fiscalização do Baixo Egito. Em 1905 demitiu-se do seu cargo no Serviço das Antiguidades Egípcias, após um inquérito sobre um incidente (conhecido como o Saqqara Affair) que envolveu guardas locais egípcios e um grupo de turistas franceses, no qual ele apoiou os egípcios.

## Tumba de Tutancâmon
Em 1907 Carter foi contratado por Lorde Carnarvon para supervisionar as escavações que ele financiava no Egito. Estes trabalhos prosseguiram no Vale dos Reis até 1914, quando precisaram ser interrompidos por causa da Primeira Guerra Mundial.  Em 1917, as escavações foram retomadas.  Porém, depois de vários anos de buscas infrutíferas, em 1922 Carnarvon avisou Carter de que financiaria apenas mais um ano de pesquisas pela tumba que procurava.

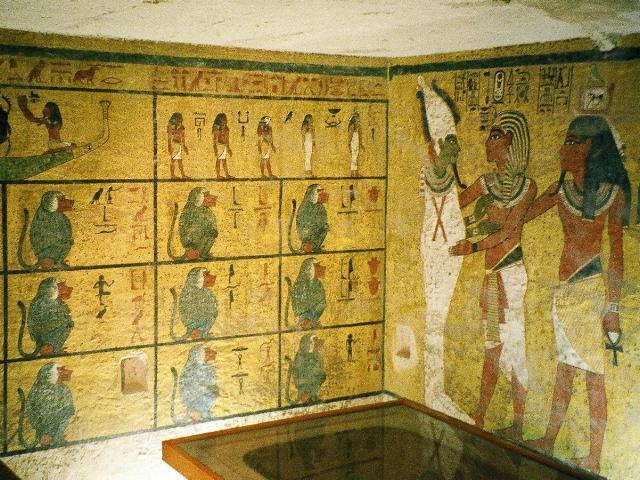
Tumba de Tutancâmon

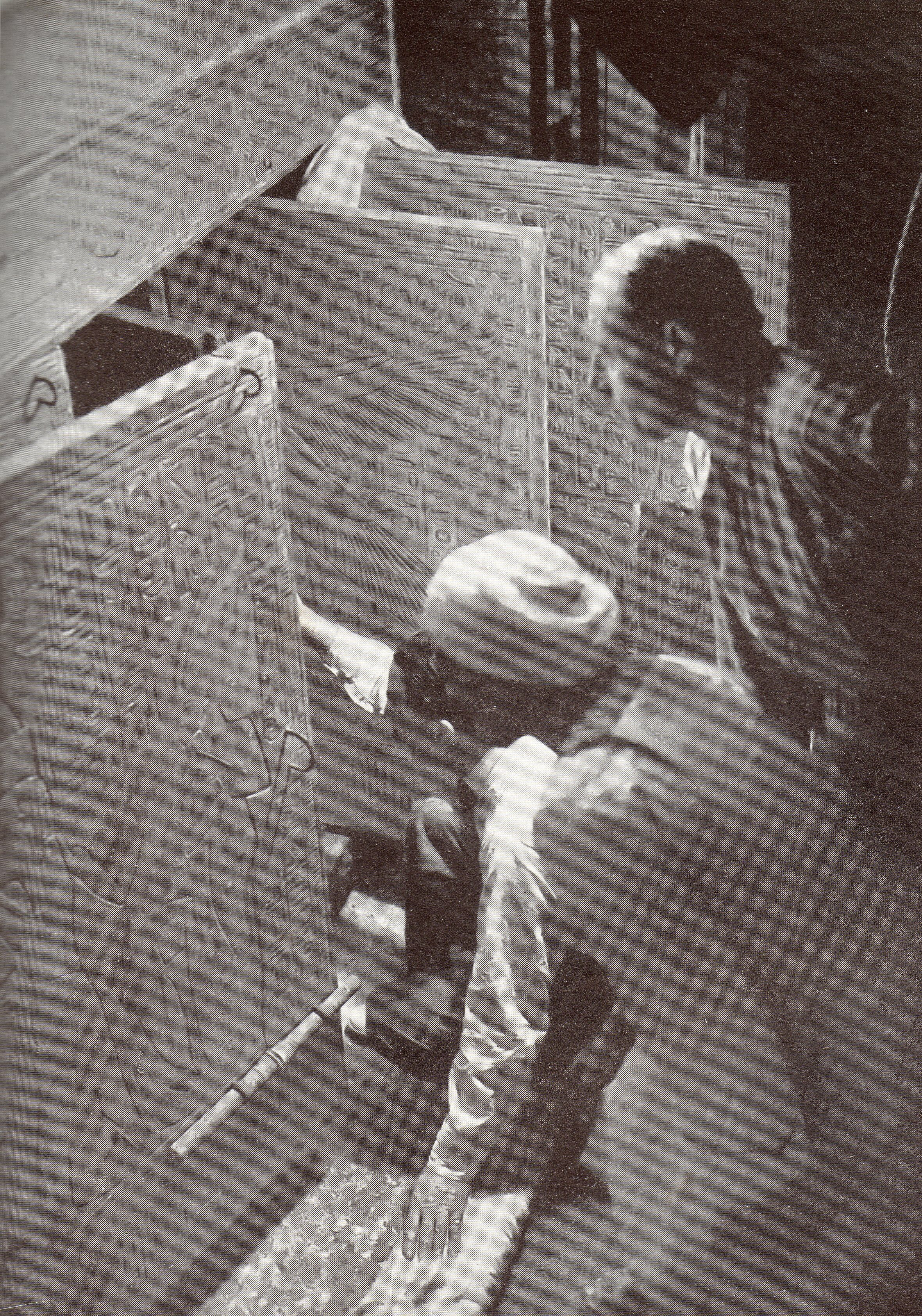
Howard Carter abrindo as portas da câmara mortuária (reconstituição de 1924, do evento de 1923)

Em 4 de novembro de 1922, o grupo de escavação de Carter encontrou os degraus que levavam à tumba. Ele então avisou Carnarvon da descoberta e esperou que ele viesse até o local das escavações. Então, em 26 de novembro de 1922, na presença de Lorde Carnarvon, da filha de Carnarvon e de algumas outras pessoas, Howard Carter abriu uma pequena brecha no canto superior esquerdo da porta de entrada, espaço suficiente para que a luz de uma vela pudesse revelar que muitos tesouros de ouro e marfim estavam intactos. Era uma antecâmara, de onde podia se ver uma promissora porta selada, guardada por duas estátuas sentinelas. Quando Carnarvon lhe perguntou se estava vendo alguma coisa, Carter proferiu sua célebre frase: "Yes, wonderful things" ou "Sim, coisas maravilhosas".
Os meses seguintes foram gastos no inventário de todo o imenso conteúdo desta antecâmara da tumba, sob cuidadosa supervisão das autoridades egípcias, pois apenas em presença delas é que se podia abrir oficialmente uma tumba. O Diretor Geral do Departamento de Antiguidades do Egito, Pierre Lacau supervisionou pessoalmente a atuação da equipe britânica.
Finalmente, em 16 de fevereiro de 1923, Carter pôde abrir a porta selada, descobrindo que ela levava a uma câmara onde o faraó havia sido sepultado. Foi então que descobriram o sarcófago de Tutancâmon. Esta tumba é, de longe, a mais intacta e preservada descoberta em todo o Vale dos Reis, de elevado valor histórico e arqueológico. A imprensa mundial cobriu estes feitos e as reportagens fizeram de Howard Carter uma celebridade.
A exploração da tumba e a catalogação de seus milhares de objetos prosseguiu até 1932.

## Morte

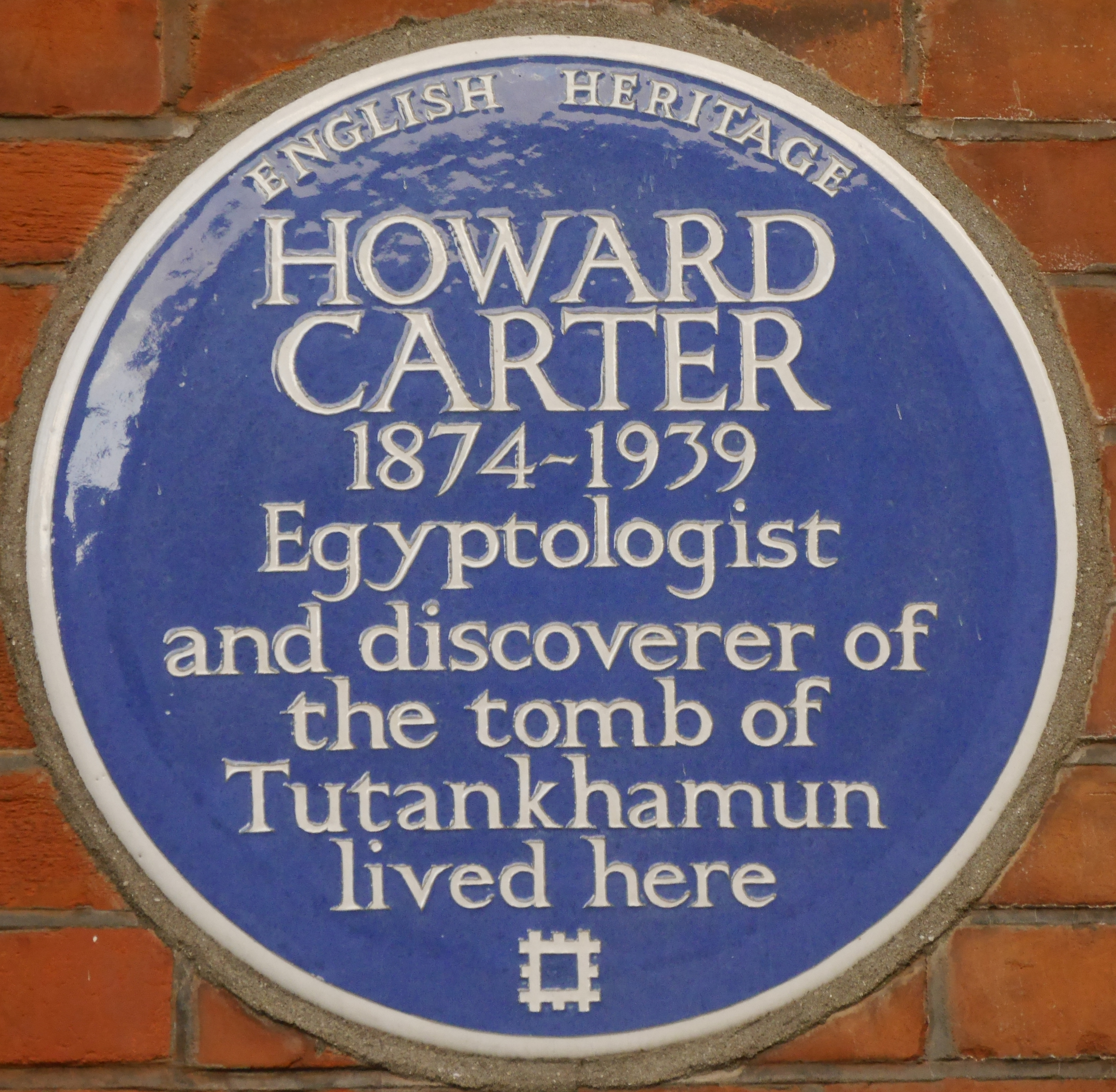
Placa azul, 19 Collingham Gardens, Kensington, Londres

Carter morreu da doença de Hodgkin aos 64 anos em seu apartamento em Londres em 49 Albert Court, ao lado do Royal Albert Hall, em 2 de março de 1939. Ele foi enterrado no Putney Vale Cemetery em Londres em 6 de março, nove pessoas comparecendo ao seu funeral.
Seu amor pelo Egito permaneceu forte; o epitáfio em sua lápide diz: "Que seu espírito viva, que você passe milhões de anos, você que ama Tebas, sentado com seu rosto ao vento norte, seus olhos contemplando a felicidade", uma citação tirada do Cálice dos Desejos de Tutancâmon, e "Ó noite, abre tuas asas sobre mim como as estrelas imperecíveis".
O inventário foi concedido em 5 de julho de 1939 ao egiptólogo Henry Burton e ao editor Bruce Sterling Ingram. Carter é descrito como Howard Carter de Luxor, Alto Egito, África, e de 49 Albert Court, Kensington Grove, Kensington, Londres. Seu patrimônio foi avaliado em £ 2 002 (equivalente a £ 132 051 em 2021). A segunda concessão de inventário foi emitida no Cairo em 1 de setembro de 1939. Em seu papel como executor, Burton identificou pelo menos 18 itens na coleção de antiguidades de Carter que haviam sido retirados do túmulo de Tutancâmon sem autorização. Como este era um assunto sensível que poderia afetar as relações anglo-egípcias, Burton procurou conselhos mais amplos, finalmente recomendando que os itens fossem discretamente apresentados ou vendidos para o Metropolitan Museum of Art, com a maioria eventualmente indo para lá ou para o Museu Egípcio no Cairo. Os itens do Metropolitan Museum foram posteriormente devolvidos ao Egito.

## Publicações selecionadas
- The Discovery of the Tomb of Tutankhamen (1923) (escrito em conjunto com A. C. Mace)
- The Tomb of Tutankhamun: Volume I – Search, Discovery and Clearance of the Antechamber (1923) (escrito em conjunto com A. C. Mace)
- The Tomb of Tutankhamun: Volume II – Burial Chamber & Mummy (1927)
- The Tomb of Tutankhamun: Volume III – Treasury & Annex (1933)